# Pamela Mouele-Mboussi
Pamela Chardene Mouele-Mboussi (sinh ngày 7 tháng 5 năm 1988 tại Brazzaville) là một người nhảy xa và nhảy xa ba bước người Congo. Mouele-Mboussi đại diện cho Cộng hòa Congo tại Thế vận hội Mùa hè 2008 ở Bắc Kinh, nơi cô mang cờ quốc gia cho đội của mình trong lễ khai mạc. Mouele-Mboussi thi đấu cho môn nhảy xa nữ, nơi cô xếp hạng ba mươi lăm trong vòng loại, với một bước nhảy kỷ lục quốc gia là 6,06 mét.
Mouele-Mboussi cũng thiết lập mức tốt nhất cá nhân là 11,87 m cho cú nhảy ba lần tại Đại hội Thể thao toàn châu Phi 2007 ở Algiers, Algeria.